# Creighton University
La Creighton University è un'università statunitense privata con sede a Omaha, nel Nebraska. L'Università conta 8 528 studenti iscritti nel suo campus di 139 acri situato vicino a downtown Omaha. Nel 2022, U.S. News ha inserito Creighton University nella lista delle migliori università degli Stati Uniti. Creighton University inoltre si posiziona tra le migliori università negli Stati Uniti per istruzione a livello undergraduate, al pari di Harvard, Duke e Stanford. L'Università viene classificata come "R2: Doctoral Universities – High research activity".

## Storia
L'università fu fondata il 2 settembre 1878 come Creighton College da Mary Lucretia Creighton che decise di dedicare l'ateneo al marito Edward Creighton; l'attuale denominazione è in uso dal 1958.
Nel 1930, un ampliamento aggiunse la caratteristica facciata in pietra calcarea art déco dell'ingresso principale dell'edificio.
Creighton si dichiara come un'università cattolica e gesuita.

## Sport
I Bluejays, che fanno parte della NCAA Division I, sono affiliati alla Big East Conference. La pallacanestro e il baseball sono gli sport principali, le partite interne vengono giocate al Morrison Stadium e indoor al CenturyLink Center Omaha.

### Pallacanestro
Creighton è uno dei college più rappresentativi nella pallacanestro, conta 19 apparizioni nella post-season, ma non è mai riuscita a vincere due partite consecutive nella March Madness.